# Gamalero
Gamalero é uma comuna italiana da região do Piemonte, província de Alexandria, com cerca de 777 habitantes. Estende-se por uma área de 12 km², tendo uma densidade populacional de 65 hab/km². Faz fronteira com Carentino, Cassine, Castellazzo Bormida, Castelspina, Frascaro, Mombaruzzo (AT), Sezzadio.

## Demografia
| Variação demográfica do município entre 1861 e 2011                               |
|                                                                                   |
| Fonte: Istituto Nazionale di Statistica (ISTAT) - Elaboração gráfica da Wikipedia |